# مارسيلو إيسبينال
مارسيلو إيسبينال (بالإسبانية: Rodolfo Espinal)‏ هو لاعب كرة قدم هندوراسي في مركز الدفاع، ولد في 24 فبراير 1993 في لا سيبا في هندوراس. لعب مع نادي بيدا.

## وصلات خارجية
- مارسيلو إيسبينال على موقع قاعدة بيانات كرة القدم.إي يو (الإنجليزية)
- مارسيلو إيسبينال على موقع Soccerway.com (الإنجليزية)
- مارسيلو إيسبينال على موقع أوليمبيديا (الإنجليزية)